# NGC 1120
NGC 1120 è una vasta e lontana galassia lenticolare situata nella costellazione dell'Eridano, a una distanza di circa 400 milioni di anni luce dalla nostra Via Lattea.

## Scoperta
La galassia è stata scoperta il 1 gennaio 1886 dall'astronomo statunitense Francis Leavenworth. Cinque anni dopo, il 7 dicembre 1891, la galassia fu osservata dall'astronomo francese Stéphane Javelle e in seguito alla sua descrizione inserita nell'Index Catalogue con la designazione IC 261.

## Supernova
Il 31 maggio 2010, all'interno di NGC 1120 è stata scoperta la supernova SN 2010he a Yamagata in Giappone, dall'astronomo giapponese Koichi Itagaki. La supernova è stata classificata di tipo Ia.